# Eiríkur Hauksson
Eiríkur Hauksson, född 4 juli 1959 i Reykjavik, är en isländsk heavy metal-sångare.
Han var under sin uppväxt en skicklig fotbollsspelare, men valde senare att satsa på musiken i stället.
Eiríkur var mycket känd i Island under 1980-talet. Han intresserade sig för heavy metal, men arbetade tidigare med pop och discomusik.
Eiríkur var en del av musikgruppen ICY för Islands debut i Eurovision Song Contest i Bergen 1986 och var också en del av den norska gruppen Just 4 Fun vilken representerade Norge 1991 med låten Mrs. Thompson.
Eiríkur var bland Islands nationallag med sångare som spelade in Hjálpum þeim, Islands motsvarighet till Do They Know It's Christmas? och We Are the World.
Eiríkur flyttade till Østfold i Norge 1988.
Under 2000-talet har man oftast förknippat Eiríkur med tv-programmet Inför Eurovision Song Contest där han, tillsammans med representanter från Sverige, Norge, Danmark och Finland diskuterar igenom de olika bidragen inför årets Eurovision Song Contest.
År 2007 vann Eiríkur Söngvakeppni Sjónvarpsins 2007, Islands motsvarighet till Melodifestivalen, med låten "Ég les í lófa þínum" ("Jag läser i din handflata"), och representerade Island i Eurovision Song Contest 2007 i Helsingfors i maj. Den engelska versionen heter "Valentine Lost". I semifinalen lyckades Eirikur inte kvalificera sig i topp 10, utan kom på trettonde plats och missade finalplatsen med 14 poäng, och därmed inte heller till finalen, dock fick han överlägset flest telefonröster av det svenska folket.
Eirikur har dock en högst levande musikkarriär i den före detta Uriah Heep-gitarristen Ken Hensleys band, Live Fire, som för övrigt spelade på Sweden Rock Festival 2008, samt i heavy metal-bandet Artch, och de norska grupperna Magic Pie och Kerrs Pink.